# Les Trois Silences
Pour plus de détails, voir Fiche technique et Distribution.
Les Trois Silences est un téléfilm français réalisé par Laurent Herbiet et diffusé le 13 décembre 2014 sur France 3.

## Synopsis
Olivia aime Philippe mais doute de sa sincérité. Un matin, elle décide de le suivre en voiture. Elle se rend rapidement compte que Philippe a une autre femme dans sa vie, Aurélia. Lorsque Philippe annonce à Olivia qu'il compte refaire sa vie avec Aurélia, le destin des trois personnages va basculer, désormais réunis autour d'un douloureux secret.

## Fiche technique
- Titre : Les Trois silences
- Réalisation : Laurent Herbiet
- Production : Jean-Louis Livi
- Sociétés de production : F comme Film, France télévision
- Scénario : Laurent Herbiet, Iris Wong
- Photographie : David Ungaro
- Montage : Stéphane Elmadjian
- Son : Antoine Deflandre
- Décors : Mathieu Guy
- Costumes : Laetitia Carré, Patrick Lebreton
- Musique : Varda Kakon
- Pays :  France
- Durée : 95 minutes
- Diffusion : 13 décembre 2014 sur France 3

## Distribution
- Jean-Hugues Anglade : Philippe Valner
- Caroline Sihol : Olivia Starck
- Julie-Marie Parmentier : Aurélia
- Maurice Vaudaux : Miéville
- Pierre Vernier : Marcel

## Bande originale
Sauf indication contraire ou complémentaire, les informations mentionnées dans cette section proviennent du générique de fin de l'œuvre audiovisuelle présentée ici.
La chanson-phare du téléfilm (chantée au karaoké, et qui sert au générique de fin) est Caribou interprétée par April March.